# 신주협
신주협(1993년 12월 1일 ~ )은 대한민국의 배우이다.

## 학력
- 한국예술종합학교 연기과

## 드라마
- 2017년 웹드라마 《열일곱》- 하준 역[1]
- 2017년 SBS 특별기획드라마 《브라보 마이 라이프》- 오디션남 역
- 2018년 KBS2 월화드라마 《러블리 호러블리》- 조연출 역
- 2018년 tvN 금요드라마 《빅 포레스트》- 고딩동엽 역
- 2018년 JTBC 금토드라마 《제3의 매력》- 리원 후배 역
- 2019년 SBS 월화드라마 《VIP》- 정호민 역
- 2020년 tvN 드라마 《슬기로운 의사생활》
- 2020년 MBC 수목드라마 《그 남자의 기억법》- 문철 역
- 2020년 KBS 수목드라마 《출사표》- 오병민 역
- 2021년 tvN 수목드라마 《마녀식당으로 오세요》- 최영재 역
- 2021년 tvN 금토드라마《배드 앤 크레이지》- 우혁진 역
- 2022년 ENA 드라마 《구필수는 없다》- 김용현 역
- 2022년 MBC 금토드라마 《금수저》- 박진석 역
- 2023년 지니 TV 수목드라마 《남이 될 수 있을까?》- 성찬영 역
- 2023년 tvN 토일드라마 《무인도의 디바》- 박용관 역
- 2024년 tvN 토일드라마 《졸업》- 최승규 역
- 2025년 MBC 금토드라마 《노무사 노무진》- 박현우 역

## 영화
- 2016년 얄개들
- 2016년 유진
- 2016년 양호실
- 2016년 새
- 2016년 예술의 전당
- 2016년 이문 맞나요?
- 2016년 멜로 드라마
- 2017년 나무
- 2017년 홍상수의 총감독
- 2023년 안녕, 내일 또 만나 - 강현 역
- 2025년 검은 수녀들 - 마르코 부제 역

## 뮤지컬
- 2016년 MR.베스츄리
- 2016년 87년 봄
- 2017년 땡큐 베리 스트로베리
- 2017년 두바이
- 2017년 열아홉
- 2017년 87년 봄
- 2017년 난쟁이들
- 2018년 어쩌면 해피엔딩
- 2019년 스위니토드_ 토비아스 역

## 연극
- 2018년 트레인스포팅
- 2018년 생쥐와 인간
- 2021년 엘리펀트 송
- 2021년 오펀스
- 2024년 웃음의 대학_ 작가 역